# PANGOLIN
PANGOLIN（Phylogenetic Assignment of Named Global Outbreak Lineages，中文又翻譯為彭高命名系統）是一个由Rambaut Lab成员开发的软件工具，與其相关的网络应用由位於英國南劍橋郡的基因组病原体监测中心开发。該工具可以被用來對严重急性呼吸系统综合征冠状病毒2的基因譜系進行动态命名（PANGO命名法）。
據此命名系統的發起人之一Andrew Rambaut所說，SARS-CoV-2有數以萬計的基因體，該基因體數量可是前所未見的，由於截至2020年7月還沒有共識去為SARS-CoV-2種系命名，因此就訂出這個Pango Lineage系統來為基因體譜系命名。